# Giovanni Invernizzi
Giovanni Invernizzi (født 17. juni 1926, død 16. oktober 1986) var en italiensk roer og olympisk guldvinder.
Invernizzi var med i en firer uden styrmand sammen med Giuseppe Moioli, Elio Morille og Franco Faggi, der alle arbejdede på en fabrik ved Comosøen. Denne kvartet vandt i 1947 EM og var derfor blandt favoritterne ved OL 1948 i London.
Ved OL 1948 vandt de da også deres indledende heat og semifinale klart, og i finalen henviste de Danmark og USA til henholdsvis sølv- og bronzemedaljerne.
De følgende to år fortsatte de fire italienere deres dominans i klassen, da de vandt EM i 1949 og 1950.
Ved OL 1952 i Helsinki skulle de fire roere forsøge at forsvare deres OL-guld fra 1948, men dette lykkedes ikke. Efter en tredjeplads i det indledende heat vandt de ganske vist deres opsamlingsheat, men i deres semifinaleopsamlingsheat måtte de nøjes med andenpladsen, hvilket ikke var nok til at kvalificere dem til finalen.

## OL-medaljer
- 1948:  Guld i firer uden styrmand